# Aníbal Muñoz Duque

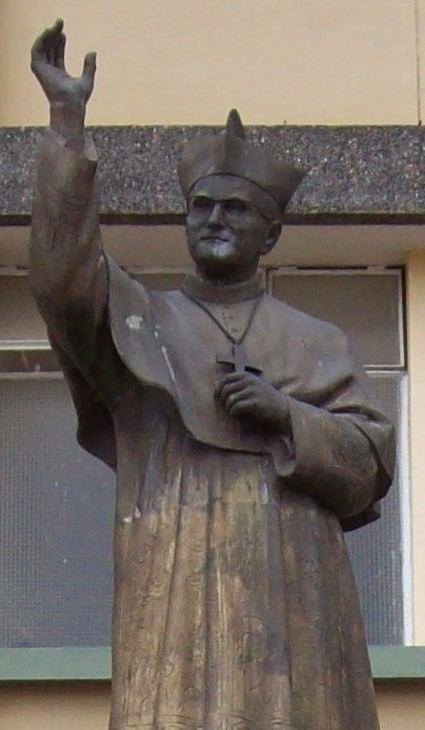
Denkmal für Kardinal Muñoz in seinem Geburtsort Santa Rosa de Osos

Kardinalswappen von Aníbal Muñoz

Aníbal Kardinal Muñoz Duque (* 3. Oktober 1908 in Santa Rosa de Osos, Kolumbien; † 15. Januar 1987) war ein kolumbianischer Geistlicher und römisch-katholischer Erzbischof von Bogotá.

## Leben
Aníbal Muñoz Duque empfing am 19. November 1933 in Santa Rosa de Osos die Priesterweihe.
1951 wurde er von Pius XII. zum Bischof von Socorro y San Gil bestellt, 1952 zum ersten Bischof von Bucaramanga. 1959 folgte die Ernennung zum Erzbischof des Erzbistums Nueva Pamplona durch Johannes XXIII. 1968 wurde er zum Koadjutorerzbischof von Bogotá bestellt und zum Titularbischof von Cariana ernannt. 1972 folgte die Ernennung zum Erzbischof des Erzbistums Bogotá. Zudem wurde er Militärbischof von Kolumbien. Im Konsistorium vom 5. März 1973 nahm ihn Papst Paul VI. als Kardinalpriester mit der Titelkirche San Bartolomeo all’Isola in das Kardinalskollegium auf. Nicht zuletzt unter dem Eindruck der Option des bewaffneten Untergrundkampfes, die Camilo Torres gewählt hatte, warnte er vor der Theologie der Befreiung, sofern diese auf einer marxistischen Gesellschaftsanalyse beruhe. 1984 wurde seinem Rücktrittsgesuch als Erzbischof und Militärbischof von Papst Johannes Paul II. stattgegeben.
Aníbal Muñoz Duque war als Erzbischof Teilnehmer aller vier Sitzungsperioden des II. Vatikanums und als Kardinal Teilnehmer der beiden Papstwahlen des Jahres 1978.